# Allerheiligenkirche (Krakau)
Die Allerheiligenkirche (polnisch Kościół Wszystkich Świętych) in Krakau war eine katholische Kirche auf dem pl. Wszystkich Świętych im zentralen Teil der Krakauer Altstadt an der Kreuzung der ul. Grodzka und ul. Franciszkańska.

## Geschichte
Sie wurde um 1200 vom Ritter Jakub Bobola Leliwa gestiftet. Nach einem Brand 1305 wurde die Kirche als zweischiffige Basilika im Stil der Gotik ausgebaut. 1490 hat die Familie Leliwa eine weitere Stiftung für die Kirche getätigt und diese wurde als Kollegiatstift ausgebaut. 1591 wurde im Stil des Manierismus ein Glockenturm hinzugefügt. 1607 und 1612 fanden in der Kirche Synoden statt, die nach der Barockisierung der Kirche im 18. Jahrhundert auf ihren Wänden in Form von Fresken abgebildet wurden. Das Altarbild Aller Heiligen schuf um 1763 Szymon Czechowicz. Im 19. Jahrhundert wurde die Pfarrei Allerheiligen in die Jesuitenkirche überführt und die Kirche in den Jahren 1835–1838 abgetragen. Der Glockenturm stand noch bis 1842. Der Name des Platzes pl. Wszystkich Świętych (Allerheiligenplatz) geht auf die Kirche zurück.